# Isla Dodge

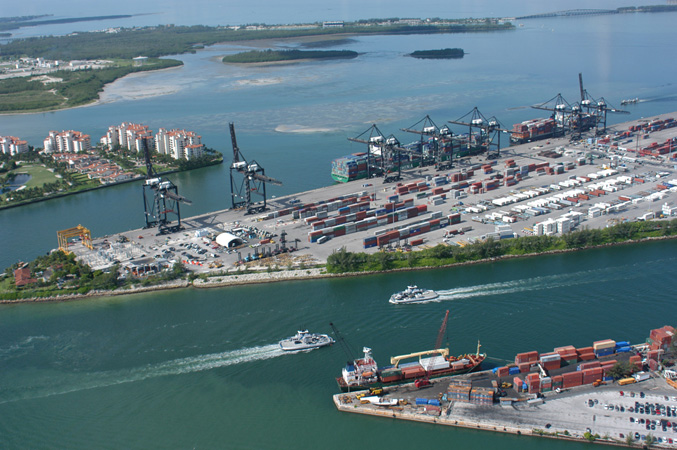
Extremo este de Dodge Island; pueden verse los contenedores del Puerto de Miami.

Dodge Island es una isla artificial de 2,1 kilómetros cuadrados situada cerca de Downtown Miami, Florida, Estados Unidos. El Puerto de Miami se encuentra en Dodge Island y tiene atraques tanto para cruceros como para buques de carga.
La Dodge Island original, mucho más pequeña, fue creada durante el dragado del canal conocido como Government Cut en la primera década del siglo xx. Según The Miami News, la isla no tuvo nombre hasta 1950, cuando el Sr. y la Sra. Ray Dodge de Wisconsin, amigos de Frank Stearns, director del Junta de Urbanismo de Miami, la estaban visitando y preguntaron cómo se llamaba la isla y, tras enterarse de que no tenía nombre, Stearns dio a la parcela de terreno su actual nombre. La actual isla fue creada ganando más tierras al mar, lo que combinó Dodge Island con otras dos islas artificiales, Lummus Island y Sam's Island.

## Geografía
La isla está situada en la Bahía Vizcaína, entre Miami y Miami Beach.